# Рогачовщина
Рогачо́вщина (рос. Рогачёвщина) — присілок у складі Котельницького району Кіровської області, Росія. Входить до складу Макар'євського сільського поселення.
Населення становить 15 осіб (2010, 27 у 2002).
Національний склад станом на 2002 рік — росіяни 100 %.